# A Wedge of Rock
A Wedge of Rock er en dansk dokumentarfilm fra 1972 instrueret af Nicolai Lichtenberg.

## Handling
Moderne skattejagt i Østgrønland, hvor videnskabsmænd udforsker dets rigdomme: Molybdæn, jern, bly, platin, uran. Problemet er, hvorledes man kan gøre en produktion rentabel.